# 富伦多夫 (石勒苏益格-荷尔斯泰因州)
富伦多夫是德国石勒苏益格－荷尔斯泰因州的一个市镇。总面积6.49平方公里，总人口404人，其中男性210人，女性194人（2011年12月31日），人口密度62人/平方公里。